# ГЕС Коман
ГЕС Коман — гідроелектростанція в Албанії на річці Дрин, станом на 2017 рік перша за потужністю ГЕС в країні. Розташована між електростанціями Фіерза (вище по течії) та Вау-і-Дежес.
Спорудження греблі велось з 1979 року, а першу електроенергію звідси отримали у 1985-му. Дрин перегороджено кам'яно-накидною греблею із максимальною висотою 133 метри, що забезпечує напір 96 метрів. Створене греблею штучне озеро, витягнуте у гірській ущелині, має площу поверхні 12 км2 та об'єм 450 м3.
Машинний зал знаходиться майже за 300 метрів від греблі та дещо зміщений по відношенню до природного русла річки, що зумовило потребу відвідного каналу довжиною до 0,5 км. Зал обладнаний чотирма гідроагрегатами із турбінами типу Френсіс потужністю по 150 МВт. Основне обладнання для ГЕС має французьке походження — турбіни Neyrpic та гідрогенератори Alstom.